# Josef Pröll
Josef Pröll (*Stockerau 14 september 1968) is een Oostenrijks politicus (ÖVP). Hij was van 2008 tot 2011 vicekanselier van Oostenrijk.
Hij behaalde in 1993 zijn ingenieursdiploma aan de Universität für Bodenkultur Wien. Nadien was hij werkzaam als ambtenaar bij de Neder-Oostenrijkse Kamer voor de Landbouw en bekleedde hij functies binnen de Österreichischer Bauernbund (Oostenrijkse Boerenbond), de organisatie voor agrariërs die gelieerd is aan de Österreichische Volkspartei (ÖVP). Hierna was hij als medewerker van een Oostenrijkse Europarlementariër en een bondsminister. Later was hij directeur van de boerenbond. Van 28 februari 2003 tot 2 december 2008 was hij minister van Landbouw en Milieu in de kabinetten-Schüssel II en Gusenbauer.
Pröll was voorzitter van de ÖVP-Perspektivegruppe die tot doel had een nieuwe koers voor de ÖVP uit te stippelen die na de nederlaag van de partij bij de parlementsverkiezingen van 2006 was ingesteld. De nieuwe, meer liberale koers, werd in 2007 gepresenteerd. De nieuwe koers werd afgewezen door de behoudende vleugel van de ÖVP. 
Pröll was lijsttrekker van de ÖVP bij de parlementsverkiezingen van 2008, maar hij wist het tij van de partij niet te keren. Ditmaal verloor de partij 16 zetels t.o.v. 2006. Desondanks trad de ÖVP wederom toe tot de regering en werd Pröll bondsminister van Financiën en vicekanselier in het kabinet-Faymann I. Als minister van Financiën was hij voorstander van het terugdringen van de overheidsuitgaven.
Josef Pröll had in maart 2011 te kampen met een longembolie. Vanwege gezondheidsredenen legde Pröll op 13 april 2011 zijn ambten neer. Als minister van Financiën werd hij opgevolgd door Maria Fekter en als vicekanselier door Michael Spindelegger.